# Autant en emporte mon nunchaku
Série The Street Fighter
The Street Fighter
(1974) The Street Fighter's Last Revenge
(1974)
Pour plus de détails, voir Fiche technique et Distribution.
Autant en emporte mon nunchaku (殺人拳２, Satsujin ken 2, aussi connu sous le titre Return of the Street Fighter) est un film japonais réalisé par Shigehiro Ozawa, sorti en 1974. Il s'agit de la suite de The Street Fighter. Le film est sorti en salles en France en 1977 en version originale, en version française, mais aussi en version créole.

## Synopsis
Le tueur à gages Takuma Tsurugi est engagé pour 40 millions de yens afin de tuer deux comptables d'une société mafieuse. Le premier, Gentoku Ryō a été arrêté l'avant-veille par la police et subit un interrogatoire, il pourrait révéler des informations compromettantes. Le second, Rio Grandol a dérobé un bouddha en or et s’apprête à prendre un avion pour l'Australie.

## Fiche technique
- Titre : Autant en emporte mon nunchaku[1],[2]
- Titre original : 殺人拳２ (Satsujin ken 2?)
- Titre international : Return of the Street Fighter
- Titre de la version créole : Chiba ti-mal'la[1]
- Réalisation : Shigehiro Ozawa
- Scénario : Shigehiro Ozawa, Kōji Takada (ja) et Hajime Takaiwa
- Photographie : Sadaji Yoshida
- Montage : Kōzō Horiike
- Musique : Toshiaki Tsushima (en)
- Société de production : Tōei
- Sociétés de distribution : Tōei ; Edo Eiga (France)
- Pays d'origine :  Japon
- Langue originale : japonais
- Format : couleur — 2,35:1 — son mono
- Genres : film d'action, film d'arts martiaux
- Durée : 82 minutes[3]
- Dates de sortie :
  - Japon : 27 avril 1974[3]
  - États-Unis : 3 décembre 1975[4]
  - France : 13 avril 1977[1],[5]
- Classification : interdit aux moins de 18 ans lors de sa sortie en France[1]

## Distribution
- Sonny Chiba : Takuma Tsurugi
- Yōko Ichiji (ja) : Pin Boke
- Masashi Ishibashi (ja) : Tateki Shikenbaru
- Naoki Shima : Shichiro Yamagami
- Claude Gagnon : Don Costello

## Accueil
La sortie française du film est considérée comme un échec avec seulement 3 116 entrées en deux semaines d'exploitation.